# COPS (série télévisée d'animation)
Pour les articles homonymes, voir Cops.
COPS est une série télévisée d'animation américaine en 65 épisodes de 30 minutes, créée par DiC Entertainment en partenariat avec Hasbro et diffusée entre le 5 octobre 1988 et le 1er janvier 1989 en syndication.
En France, la série a été diffusée à partir du 5 septembre 1989 dans Cabou Cadin sur Canal+. Rediffusion dans l'émission Graffitis 5-15 à partir du 11 octobre 1989 sur Antenne 2.

## Synopsis
En 2020, Empire City voit s'affronter un groupe de mafieux, les Crooks dirigés par Big Boss, aux forces spéciales de la police, les COPS (Central Organization of Police Specialists).

## Voix françaises
- Med Hondo : Baldwin P. Vess "Bulletproof", le chef du COPS
- Gérard Dessalles : Donny Brooks "Hardtop", le bleu du COPS
- Joëlle Fossier : Suzy "Mirage" (VO : Tina "Mainframe"), spécialiste des ordinateurs du COPS
- Jacques Richard : Hugh "Bulls Eyes", pilote d'hélicoptère du COPS
- Michel Barbey : Crusher (VO : O'Malley "Longarm"), policier en uniforme du COPS. Il est équipé de menottes automatiques
- Paul Bisciglia : Brandon Babel, le grand patron (VO : "Big Boss")
- Raoul Delfosse : le docteur Turbo (VO : "Turbo Tu-Tone"), savant fou au service de Brandon Babel

## Épisodes
1. L'affaire du dirigeable coincé (The Case of the Stuck-Up Blimp)
2. L'affaire du crime au cirque (The Case of the Crime Circus)
3. L'affaire de l'homme insecte (The Case of the Baffling Bugman)
4. L'affaire de la grande surprise de Berserko (The Case of Berserko's Big Surprise)
5. L'affaire du robot qui rend la justice (The Case of the Bogus Justice Machines)
6. L'affaire de la prison centrale (The Case of the Prison Break-In)
7. L'affaire du complice malgré lui (The Case of the Pardner in Crime)
8. L'affaire COPS dossier no 1 [1/2] (The Case of C.O.P.S. File #1)
9. L'affaire COPS dossier no 2 [2/2] (The Case of C.O.P.S. File #2)
10. L'affaire des bonnes combinaisons (The Case of the Blur Bandits)
11. L'affaire Bulletproof Waldo (The Case of the Bulletproof Waldo)
12. L'affaire Blitz (The Case of the Blitz Attack)
13. L'affaire des robots voleurs  (The Case of the Thieving Robots)
14. L'affaire du bandit en herbe  (The Case of the Baby Badguy)
15. L'affaire de L'Arroseur arrosé (The Case of the Highway Robbery)
16. L'affaire du congrès des criminels (The Case of the Crime Convention)
17. L'affaire du robot au 1000 visages (The Case of the Crook with 1000 Faces)
18. L'affaire de la super secousse (The Case of the Super Shakedown)
19. L'affaire du centre commercial (The Case of the Criminal Mall)
20. L'affaire des robots boxeurs (The Case of the Big Bad Boxoids)
21. L'affaire du héros haut comme trois pommes (The Case of the Half-Pint Hero)
22. L'affaire de la couronne de l'échiquier (The Case of the Brilliant Berserko)
23. L'affaire du guet-apens (The Case of the Big Frame-Up)
24. L'affaire du centre sportif (The Case of the Sinister Spa)
25. L'affaire caverneuse (The Case of the Cool Caveman)
26. L'affaire Guillaume Tell petit génie de l'informatique (The Case of the Wayward Whiz Kid)
27. L'affaire du butin fantôme (The Case of the Stashed Cash)
28. L'affaire du coup de maître de Big Boss [1/2] (The Case of the Big Boss's Master Plan [1/2])
29. L'affaire du coup de maître de Big Boss [2/2] (The Case of the Big Boss's Master Plan [2/2])
30. Les jeux du crime (The Case of the Criminal Games)
31. L'affaire des icebergs pirates (The Case of the Iceberg Pirates)
32. L'affaire de l'or explosif (The Case of the Giveaway Gold)
33. L'affaire des petits hommes verts (The Case of the Big Little Green Men)
34. L'affaire du bandit repentit (The Case of the Crook with a Conscience)
35. Le coup de cœur du sergent Massy (The Case of The Case of Mace's Romance)
36. L'affaire du garçon dont personne ne veut (The Case of the Crime Nobody Heard)
37. L'affaire de la fausse mariée (The Case of the Bogus Bride)
38. Une visite inattendue (The Case of the Visiting Mother)
39. L'affaire du fantôme cambrioleur (The Case of the Ghost Crooks)
40. Le détecteur de mensonge menteur (The Case of the Lying Lie Dectector)
41. L'affaire d'une monnaie de singe (The Case of the Disappearing Dough)
42. L'affaire de la Remy passe partout (The Case of Mukluk's Luck)
43. L'affaire du retour de demi portion (The Case of the Baby Badguy's Return)
44. L'affaire des bandits rockers (The Case of the Rock and Roll Robbers)
45. L'affaire du garçon qui croyait au monstre (The Case of the Boy who Cried Sea Monster)
46. L'affaire du robot fugueur (The Case of the Runaway Buzzbomb)
47. L'affaire Mona Lisa (The Case of the Missing Masterpiece)
48. L'affaire Gaston la punaise (The Case of the Lesser of Two Weevils)
49. L'affaire des faux adieux du grand patron (The Case of the Big Boss's Bye-Bye)
50. L'affaire du robot policier (The Case of the Iron C.O.P.S. and the Wooden Crooks)
51. Le roi Midas (The Case of the Midas Touch)
52. L'affaire Brannigan (The Case of the Ready Room Mutiny)
53. L'affaire des grandes tours (The Case of the High Iron Hoods)
54. L'affaire Gaspard le kangourou (The Case of the Kidnapped Kangaroo Caper)
55. L'affaire de l'officier amnésique (The Case of the Missing Memory)
56. Le pire des crimes (The Case of the Lowest Crime)
57. L'affaire du concours truqué (The Case of the Crooked Contest)
58. L'affaire de la petite altesse (The Case of the Ransomed Rascal)
59. L'affaire du bandit sans taches (The Case of the Spotless Kingpin)
60. L'affaire de la belle hors-la-loi (The Case of the Lawless Lady)
61. L'affaire du patron qui a disparu (The Case of the Lost Boss)
62. L'affaire du bandit malchanceux (The Case of the Bad Luck Burglar)
63. L'affaire de l'hélicoptère (The Case of the Big Boss's Big Switch)
64. L'affaire du méchant chaperon rouge (The Case of the Red-Hot Hoodlum)
65. L'affaire des bandits invisibles (The Case of the Invisible Crime)

## Commentaires
Au même titre que pour G.I. Joe, la série fut créée pour vendre une série de figurines articulées de la marque Hasbro, les COPS 'N' Crooks. Plus que des produits dérivés, la conception de ces figurines avait été planifiée en même temps si ce n'est en amont de la conception de la série.
D'autre part, un comic COPS fut aussi créé et vendu aux États-Unis à la même période.

## DVD
- États-Unis :

L'intégrale de la série est sortie sur le support DVD.
- C.O.P.S. The Complete Series (Coffret 5 DVD-5) sorti le 14 mars 2017 chez Mill Creek Entertainment. Le ratio écran est en 1.33:1 plein écran 4:3. L'audio est en Anglais 2.0 Dolby Digital. Pas de choix de langues ou de suppléments. Il s'agit d'une édition Zone 1 NTSC.